# Paul Hansen
Paul Hansen (né le 25 avril 1964 à Göteborg) est un photojournaliste suédois travaillant notamment pour le quotidien Dagens Nyheter.

## Biographie
Paul Hansen a obtenu en Suède deux fois le prix du photographe de presse de l'année et sept fois le prix de l'image de l'année (Årets bild). En 2013, le prix World Press Photo of the Year lui est décerné par la fondation World Press Photo, organisateur de ce concours de photojournalisme, pour une image représentant des hommes dans Gaza tenant les cadavres de deux enfants morts lors d'une frappe aérienne de l'armée israélienne. Cette photo lui a valu des critiques car elle a été modifiée. 
Paul Hansen est consacré "Photographe de l'année 2013" au concours Pictures of the Year,.